# 더워드 놀스
더워드 랜돌프 놀스 경(Sir Durward Randolph Knowles, 1917년 11월 2일~2018년 2월 24일)은 바하마의 요트 선수이자 올림픽 챔피언이다. 1964년 도쿄 올림픽에서 세실 쿡과 함께 스타급에서 금메달을 획득했고, 1956년 멜버른 올림픽에서는 같은 급에서 동메달을 획득했다. 이전 대회인 1948년 하계 올림픽에서 영국 대표로 출전하여 슬론 패링턴과 함께 스타급에서 4위에 오르기도 했다. 1959년 팬아메리칸 게임 스타급에서도 (패링턴과 함께) 바하마를 대표해 금메달을 획득했다. 그는 펜싱 선수 이반 요세프 마르틴 오시에르, 요트 선수 망누스 코노브, 승마 선수 이언 밀라, 요트 선수 파울 엘스트룀과 함께 40년 동안 올림픽에 출전한 단 5명의 선수 중 한 명이다.